# توي هوا
توي هوا (بالإنجليزية: Tuy Hòa)‏ هي، تتبع محافظة فو أين، هي عاصمة محافظة فو أين، بلغ عدد سكانها 202,030 نسمة، تبلغ مساحتها 107 كيلومتر مربع.

## المناخ
يظهر الجدول التالي التغييرات المناخية على مدار السنة لتوي هوا:
| البيانات المناخية لـتوي هوا                                   | البيانات المناخية لـتوي هوا | البيانات المناخية لـتوي هوا | البيانات المناخية لـتوي هوا | البيانات المناخية لـتوي هوا | البيانات المناخية لـتوي هوا | البيانات المناخية لـتوي هوا | البيانات المناخية لـتوي هوا | البيانات المناخية لـتوي هوا | البيانات المناخية لـتوي هوا | البيانات المناخية لـتوي هوا | البيانات المناخية لـتوي هوا | البيانات المناخية لـتوي هوا | البيانات المناخية لـتوي هوا |
| الشهر                                                         | يناير                       | فبراير                      | مارس                        | أبريل                       | مايو                        | يونيو                       | يوليو                       | أغسطس                       | سبتمبر                      | أكتوبر                      | نوفمبر                      | ديسمبر                      | المعدل السنوي               |
| ------------------------------------------------------------- | --------------------------- | --------------------------- | --------------------------- | --------------------------- | --------------------------- | --------------------------- | --------------------------- | --------------------------- | --------------------------- | --------------------------- | --------------------------- | --------------------------- | --------------------------- |
| الدرجة القصوى °م (°ف)                                         | 33.7 (92.7)                 | 36.5 (97.7)                 | 36.3 (97.3)                 | 39.2 (102.6)                | 40.5 (104.9)                | 39.4 (102.9)                | 38.3 (100.9)                | 38.4 (101.1)                | 38.4 (101.1)                | 36.0 (96.8)                 | 34.5 (94.1)                 | 33.1 (91.6)                 | 40.5 (104.9)                |
| متوسط درجة الحرارة الكبرى °م (°ف)                             | 26.5 (79.7)                 | 27.7 (81.9)                 | 29.8 (85.6)                 | 31.9 (89.4)                 | 33.9 (93.0)                 | 34.1 (93.4)                 | 34.2 (93.6)                 | 33.9 (93.0)                 | 32.3 (90.1)                 | 29.6 (85.3)                 | 27.8 (82.0)                 | 26.4 (79.5)                 | 30.7 (87.3)                 |
| المتوسط اليومي °م (°ف)                                        | 23.1 (73.6)                 | 23.8 (74.8)                 | 25.3 (77.5)                 | 27.2 (81.0)                 | 28.8 (83.8)                 | 29.3 (84.7)                 | 29.0 (84.2)                 | 28.7 (83.7)                 | 27.7 (81.9)                 | 26.3 (79.3)                 | 25.2 (77.4)                 | 23.8 (74.8)                 | 26.5 (79.7)                 |
| متوسط درجة الحرارة الصغرى °م (°ف)                             | 21.1 (70.0)                 | 21.3 (70.3)                 | 22.5 (72.5)                 | 24.0 (75.2)                 | 25.4 (77.7)                 | 25.9 (78.6)                 | 25.6 (78.1)                 | 25.5 (77.9)                 | 24.7 (76.5)                 | 24.0 (75.2)                 | 23.3 (73.9)                 | 21.8 (71.2)                 | 23.8 (74.8)                 |
| أدنى درجة حرارة °م (°ف)                                       | 15.2 (59.4)                 | 16.1 (61.0)                 | 16.4 (61.5)                 | 18.8 (65.8)                 | 21.4 (70.5)                 | 21.9 (71.4)                 | 21.7 (71.1)                 | 22.0 (71.6)                 | 20.9 (69.6)                 | 19.1 (66.4)                 | 17.7 (63.9)                 | 15.2 (59.4)                 | 15.2 (59.4)                 |
| الهطول مم (إنش)                                               | 57 (2.2)                    | 20 (0.8)                    | 25 (1.0)                    | 34 (1.3)                    | 77 (3.0)                    | 56 (2.2)                    | 45 (1.8)                    | 52 (2.0)                    | 234 (9.2)                   | 579 (22.8)                  | 454 (17.9)                  | 194 (7.6)                   | 1٬826 (71.9)                |
| متوسط أيام هطول الأمطار                                       | 11.5                        | 5.3                         | 3.8                         | 4.1                         | 8.5                         | 7.6                         | 6.6                         | 9.0                         | 16.0                        | 20.2                        | 20.4                        | 17.5                        | 130.6                       |
| متوسط الرطوبة النسبية (%)                                     | 84.1                        | 84.5                        | 83.7                        | 82.3                        | 78.8                        | 74.9                        | 74.4                        | 75.7                        | 81.0                        | 86.0                        | 86.2                        | 84.8                        | 81.4                        |
| ساعات سطوع الشمس الشهرية                                      | 159                         | 192                         | 258                         | 269                         | 275                         | 237                         | 241                         | 228                         | 201                         | 165                         | 122                         | 121                         | 2٬467                       |
| المصدر: Vietnam Institute for Building Science and Technology |                             |                             |                             |                             |                             |                             |                             |                             |                             |                             |                             |                             |                             |